# ریتا گوارینو
ریتا گوارینو (انگلیسی: Rita Guarino؛ زادهٔ ۳۱ ژانویهٔ ۱۹۷۱) بازیکن فوتبال اهل ایتالیا است.
وی همچنین در تیم ملی فوتبال زنان ایتالیا بازی کرده‌است.